# Robin Jansson
Robin Jansson (sinh ngày 15 tháng 11 năm 1991) là một cầu thủ bóng đá người Thụy Điển thi đấu cho AIK ở vị trí hậu vệ.

## Sự nghiệp

### Câu lạc bộ
Jansson ký hợp đồng với AIK năm 2018, và ra mắt chuyên nghiệp for AIK ở Allsvenskan trước Örebro SK vào ngày 18 tháng 4 năm 2018.